# Мазурчак Олександр Володимирович
Олекса́ндр Володи́мирович Мазурча́к (нар. 30 червня 1959, с. Ходорівці, Хмельницька область) — міський голова Кам'янця-Подільського (обрано 1998, 2002, 2006), від січня 2008 року — заступник міністра з питань житлово-комунального господарства України, від 18 червня 2008 року — перший заступник міністра з питань житлово-комунального господарства України. Від червня 2010 року — заступник голови Київської міської державної адміністрації. 26 березня 2013 подав у відставку. З 26 грудня 2013 року — голова Печерської районної в місті Києві державної адміністрації.

## Біографічні відомості
Закінчив 1982 року Хмельницький технологічний інститут побутового обслуговування. Трудову діяльність розпочав 1976 року робітником Кам'янець-Подільського цукрового заводу. Від 1982 року — головний механік Хмельницького трикотажного об'єднання.
Від 1985 — начальник сектору держнагляду за механічними засобами вимірювання Хмельницького центру стандартизації і метрології. Від 1987 — начальник сектору метрології, заступник начальника, від жовтня 1991 — начальник Кам'янець-Подільського відділу Хмельницького центру стандартизації та метрології.
Від 20 листопада 1994 року — депутат, а від 27 грудня 1995 року — заступник голови Кам'янець-Подільської міської ради (на громадських засадах). Від 23 вересня 1997 року — секретар міської ради і виконувач обов'язків міського голови Кам'янця-Подільського.
29 березня 1998 року вперше обрано міським головою Кам'янця-Подільського.
29 грудня 2007 року призначено заступником міністра з питань житлово-комунального господарства України. У зв'язку з цим 18 січня 2008 року на позачерговій сесії Кам'янець-Подільської міської ради склав повноваження міського голови Кам'янця-Подільського. 18 червня 2008 року призначено першим заступником міністра з питань житлово-комунального господарства України.
У червні 2010 року за погодженням із Президентом України Віктором Януковичем і Прем'єр-міністром України Миколою Азаровим Київський міський голова Леонід Черновецький призначив Олександра Мазурчака заступником голови Київської міської державної адміністрації .
Нагороди: орден «За заслуги» третього ступеня (21 серпня 2004 року).